# Maarkedal
Maarkedal (fr. Markedal) – miejscowość i gmina (gemeente) w Belgii, w Regionie Flamandzkim, w prowincji Flandria Wschodnia, w okręgu Oudenaarde. Powstała 1 stycznia 1977 r.

## Podział administracyjny
W skład gminy wchodzą cztery dzielnice (deelgemeente)
- Etikhove
- Maarke-Kerkem
- Nukerke
- Schorisse (Escornaix)

## Demografia
- Źródła: NIS, od 1806 do 1981= według spisu; od 1990 liczba ludności w dniu 1 stycznia

1 stycznia 2024 całkowita populacja Maarkedal liczyła 6323 osoby. Łączna powierzchnia gminy wynosi 46,15 km², co daje gęstość zaludnienia 137 mieszkańców na km².

## Współpraca
Miejscowości partnerskie:
- Horšovský Týn, Czechy
- Porterville, Południowa Afryka